# 会田真一
会田 真一（會田 真一、あいだ しんいち、1951年（昭和26年）2月2日 - ）は、日本の政治家。元茨城県守谷市長。
市制施行前の守谷町時代から、連続6期24年にわたり首長を務めた。父は元守谷町長の会田源一郎。

## 来歴
茨城県北相馬郡守谷町（当時。現在の守谷市）に生まれる。守谷町立高野小学校、守谷町立守谷中学校、茨城県立水海道第一高等学校、中央大学文学部出身。
1980年（昭和55年）の守谷町議会議員選挙で初当選し、町議を2期務める。
1992年（平成4年）に行われた守谷町長選挙で当選し、2002年（平成14年）の守谷市制施行後も連続して当選を重ねた。6期にわたる連続就任は、市長および東京都特別区長としては全国2位タイであった（2015年12月31日当時）。
2016年（平成28年）11月20日に行われた市長選には出馬せず引退した。
2022年（令和4年）3月16日、守谷市名誉市民に選出された。
2023年（令和5年）4月29日、旭日中綬章を受章した。